# Ferruccio Bolla

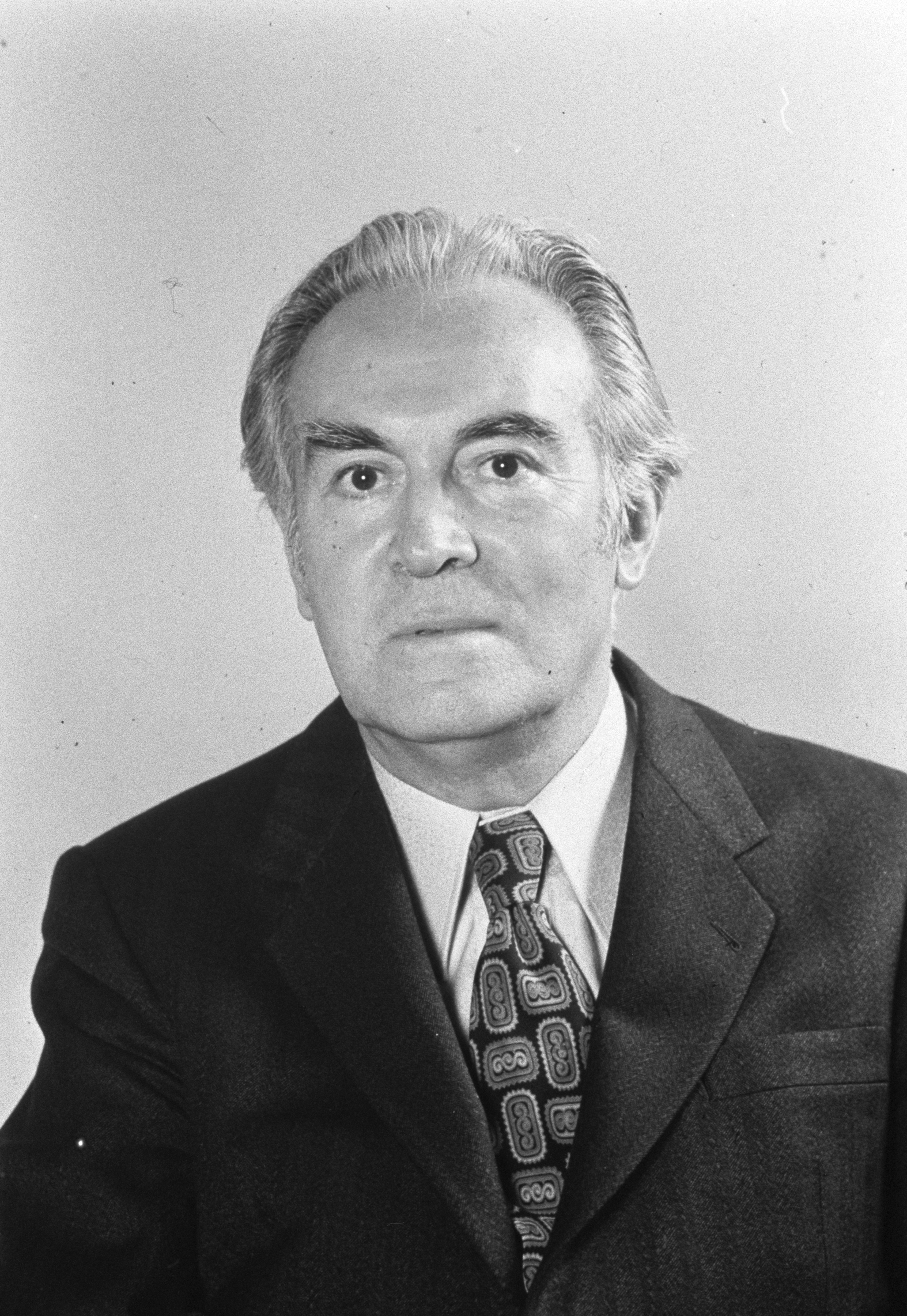
Ferruccio Bolla (1911–1984)

Ferruccio Bolla (* 25. Januar 1911 in Bellinzona; † 5. April 1984 in Lugano) war ein Schweizer Anwalt, Politiker, Ständerat und Autor.

## Leben
Ferruccio Bolla war ein Sohn des Arnaldo Bolla aus Castro TI und dessen Ehefrau Margherita Tognola. Nach der obligatorischen Schulzeit und dem Gymnasium in Bellinzona erwarb er das Doktorat in Rechtswissenschaften an der Universität Lausanne, dann absolvierte er seine berufliche Praxis in der Kanzlei seines Vaters in Bellinzona. Er war Mitglied des kantonalen Appellationsgerichts von 1939 bis 1947 und war später Ersatzrichter am Bundesgericht von 1951 bis 1958 in Lausanne.
Ab 1934 war er Redaktor und ab 1937 Direktor des Repertorio di giurisprudenza patria; auch für diese Tätigkeit verlieh ihm die Universität Bern 1969 das Doktorat honoris causa. Er vertrat die Radikal-Liberale Partei im Stadtrat von Bellinzona von 1936 bis 1940, war Ständerat von 1959 bis 1975, Präsident von 1971 bis 1972 und Präsident der Aussenpolitischen Kommission von 1963 bis 1966. Er war auch Präsident der Tessiner Sektion der Gesellschaft für Schweizerische Kunstgeschichte.

## Schriften
- Protezione dei marchi e concorrenza sleale in diritto svizzero. Arti grafiche Salvioni, Bellinzona 1936.